# Driftwood Island
Driftwood Island ist eine unbewohnte Insel im australischen Northern Territory. Sie ist 5,8 Kilometer vom australischen Festland entfernt. Die Insel liegt im Joseph Bonaparte Gulf in der Darwin Coastal Bioregion.
Die Insel ist 6,7 Kilometer lang und 1,2 Kilometer breit. Sie befindet sich unter Verwaltung des Arnhem Land Aboriginal Land Trust. Die Nachbarinseln heißen Quoin Island und Clump Island.
Das Gebiet gehört seit dem 1. Juli 2008 zur Victoria Daly Shire, davor war es Teil des großen Unincorporated Northern Territory.